# 76-й танковый корпус (вермахт)
76-й танковый корпус (нем. LXXVI. Panzerkorps) — оперативно-тактическое объединение сухопутных войск нацистской Германии периода Второй мировой войны. Создан 22 июля 1943 года из 76-го армейского корпуса.

## Боевой путь корпуса
До августа 1943 года — корпус дислоцировался во Франции.
С августа 1943 — бои в Италии, против высадившихся американо-британских войск.
В 1944 — корпус с боями отступал на север Италии, до Флоренции.
2 мая 1945 года — остатки корпуса сдались в плен британцам и американцам.

## Состав корпуса
В декабре 1943:
- 26-я танковая дивизия
- 90-я моторизованная дивизия
- 65-я пехотная дивизия
- 334-я пехотная дивизия
- 1-я парашютная дивизия

В марте 1945:
- 26-я танковая дивизия
- 98-я пехотная дивизия
- 162-я пехотная дивизия (тюркская)
- 362-я пехотная дивизия
- 42-я лёгкая пехотная дивизия

## Командующие корпусом
- С 22 июля 1943 — генерал танковых войск Трауготт Херр
- С 26 декабря 1944 — генерал танковых войск Герхард граф фон Шверин
- С 25 апреля 1945 — генерал-лейтенант Карл фон Граффен